# Fuertescusa
Fuertescusa è un comune spagnolo di 109 abitanti situato nella comunità autonoma di Castiglia-La Mancia.